# Водопад (ракетен комплекс)
РПК-6М „Водопад“ (според класификацията на НАТО SS-N-16 Stallion (жребец)) е съветски противолодъчен ракетно-торпеден комплекс. Разработката му започва съгласно постановление на Съвета на Министрите през декември 1969 г. Главен разработчик е ОКБ „Новатор“ (ОКБ-8). Приет на въоръжение във ВМФ през 1981 г.
Ракето-торпедата на комплекса са способни да поразяват подводните лодки на противника на далечина до 50 км. Като бойна глава се използва ядрен заряд или 400-мм малогабаритното електрическо торпедо УМГТ-1 (пуска се с парашут, скорост на движение – 41 възела, далечина на хода – 8 км, дълбочина– до 500 м).
При изстрелване от надводен кораб ракетата се гмурка във водата, излита във въздуха и доставя торпедото в района на целта, след което бойната глава УМГТ-1 отново се оказва във водата. Етапът „гмуркане във водата“ е обусловен от унифицирането на ракето-торпедото за пускане както от надводни кораби, така и от подводни лодки през торпедните им апарати.